# Luj I. Burbonski
Luj I. Burbonski (fra. Louis Ier de Bourbon; poznat i kao Luj Veliki ili Luj Hromi; Clermont-en-Beauvaisis, 1279. – 22. siječnja 1341.; pokopan u Parizu) bio je francuski plemić, grof Clermont-en-Beauvaisisa i La Marchea te vojvoda Bourbona; sin princa Roberta Francuskog, koji je postao grof Clermont-en-Beauvaisisa. Lujev je rođak, kralj Karlo IV. Lijepi, 1327. god. preuzeo Clermont od Luja, ali je Luj dobio natrag Clermont 1331., od kralja Filipa VI. Sretnog.
Luj je bio psihički nestabilan, kao i neki njegovi potomci.

## Obitelj
Grof Luj je bio sin princa Roberta te tako unuk kralja Luja IX. Svetog, po kojem je dobio ime. Lujeva je majka bila gospa Beatrica Burbonska (1257. – 1310.), gospa i nasljednica Bourbona. Lujeva je žena bila Marija od Avesnesa (1280. – 1354.); ovo su njihovi sinovi: Petar I. Burbonski, Filip, Jakov te njegov imenjak, Jakov I. od La Marchea. Kćeri Luja i Marije bile su: Ivana, Margareta (1313. – 1362.), Beatrica Burbonska, kraljica Češke i Marija Burbonska, kneginja Ahaje. Luj i njegova ljubavnica, Ivana od Clessyja, bili su roditelji Ivana, lorda Rocheforta, Ébreuila, Beçay le Guéranta, Bellenavea, Jenzata, Serranta i la Burea; potom, kćeri; zatim, Guya, lorda Clessyja, la Ferté-Chauderona i Montpensiera, muža Agneze od Chastellusa; te kćeri Ivane.